# Potato Virus X
El virus X de la papa, Virus del mosaico rugoso o simplemente PVX  es un virus del género Potexvirus perteneciente a la familia Alphaflexiviridae. 
PVX puede disminuir el rendimiento en más del 10% , según la variante del virus y el cultivar de papa; Se transmite por medio de tubérculos infectados y por contacto-no por áfidos y usualmente causa un mosaico. 

## Síntomas
La infección puede ser suave en algunos cultivares y es frecuentemente latente. Las variantes virulentas pueden causar encrespamiento y necrosis además de mosaico. Algunos cultivares
son hipersensibles a ciertas variantes y reaccionan con necrosis apical.Las plantas a menudo no muestran síntomas, pero el virus puede causar síntomas de clorosis, mosaico, reducción del tamaño de la hoja, y lesiones necróticas en los tubérculos. 
El PVX puede interaccionar con el PVY y PVA causando síntomas más severos y mayor pérdida de rendimiento que la causada por cada uno de estos virus por separado.
El tabaco, el pimiento (morrón), y el tomate pueden servir también de huéspedes de este virus.

## Control
La manera más importante para controlar este virus es plantar semilla certificada. La diseminación ocurre a través del uso de las herramientas y maquinaria contaminada. Se deben desinfectar las herramientas, quitar las plantas infectadas y limitar el movimiento dentro del cultivo.
Algunas variedades de papa son más resistentes a PVX que otras. 